# (58) Concordia
(58) Concordia – planetoida z grupy pasa głównego planetoid okrążająca Słońce w ciągu 4 lat i 159 dni w średniej odległości 2,70 j.a. Została odkryta 24 marca 1860 roku w obserwatorium w Düsseldorfie przez Roberta Luthra. Nazwa planetoidy pochodzi od rzymskiej bogini zgody i harmonii Concordii.